# 天津大学北洋园校区
38°59′50″N 117°18′51″E / 38.997324°N 117.314257°E
天津大学北洋园校区，也称天津大学新校区，是天津大学于2015年正式启用的新校区。天津大学北洋园校区坐落在天津市津南区海河中游的海河教育园区内，毗邻南开大学津南校区，占地约2.5平方公里。
北洋园校区整体布局呈辐射状分布，图书馆、教学楼、实验室等所有公共区域都布置在学校中心岛，而体育场馆等则在岛外的校区外沿。中心岛经七座桥梁与外沿连接。

## 历史沿革
2008年11月28日，天津大学联合南开大学向天津市人民政府提交了“关于尽快启动新校区规划和建设的请示”，建议将两校新校区建设列为金融危机期间天津市拉动内需的重点项目。
时任天津市市委书记张高丽和市长黄兴国做出批示，要求把两校新校区选址在天津市中心城区和滨海新区之间，并要求主管天津市城乡规划和建设的副市长熊建平以及天津市规划局尽快提出具体方案意见。2009年7月13日，天津市规划局编制的《天津市海河教育园区规划设计方案》通过媒体和天津市规划展览馆公布，向社会各界征求意见。
2010年3月，教育部部长袁贵仁与天津市市长黄兴国签署了教育部、天津市共建天津大学、南开大学新校区和共建国家职业教育改革创新示范区的两份共建协议，对海河教育园区两期的建设问题进行了约定。海河教育园区的二期工程即为“教育部直属高校示范区”，即南开大学和天津大学的新校区和天津市高端科技研发创新示范区。
2015年10月2日天津大学120周年校庆日当日，天津大学北洋园校区正式启用。

## 学院设置
机械工程学院、智能与计算学部（计算机科学与技术学院、软件学院）、建筑工程学院、化工学院、材料科学与工程学院、环境科学与工程学院、理学院、数学学院、外国语言与文学学院、马克思主义学院、教育学院、求是学部（不含电工电子方向三、四年级本科生）

## 校区建筑
| 校区       | 组团/建筑          | 功能/入住学院 | 位置               |
| ---------- | ------------------ | --- | ------------------ |
| 北洋园校区 | 图书馆组团         | 郑东图书馆、网络信息中心 | 校区中心岛中央     |
| 北洋园校区 | 综合教学实验楼     | 基础实验教学：物理教学实验中心（第四十九教学楼/矩方楼），电气电子教学实验中心（第四十八教学楼/规圆楼），计算机教学实验中心（第四十七教学楼/静算楼） | 中心岛东侧         |
| 北洋园校区 | 公共教学楼         | 第一教学楼（第四十四教学楼） | 图书馆南侧         |
| 北洋园校区 | 公共教学楼         | 第二教学楼（第四十五教学楼、第四十六教学楼） | 图书馆东侧         |
| 北洋园校区 | 综合体育馆         | 体育馆、游泳馆 | 校区东北           |
| 北洋园校区 | 行政管理中心       | 行政办公（1895楼/杏荪楼） | 体育馆南           |
| 北洋园校区 | 大学生活动中心     | 学生事务管理、学生活动、大型竞赛、会议承办 | 图书馆西           |
| 北洋园校区 | 机械教学组团       | 机械工程学院——机械大楼（第三十七教学楼） | 校区东南           |
| 北洋园校区 | 机械教学组团       | 机械工程学院——力学大楼（第三十六教学楼） | 校区东南           |
| 北洋园校区 | 机械教学组团       | 机械工程学院——实践教学中心（第三十五教学楼） | 校区东南           |
| 北洋园校区 | 机械教学组团       | 机械工程学院——热动力大楼（第三十四教学楼） | 校区东南           |
| 北洋园校区 | 化工材料教学组团   | 化工学院（第五十教学楼、第五十二教学楼、第五十四教学楼）                                                                                            | 校区东北           |
| 北洋园校区 | 化工材料教学组团   | 材料科学与工程学院（化类）（第五十三教学楼） | 校区东北           |
| 北洋园校区 | 化工材料教学组团   | 理学院化学系（第五十一教学楼） | 校区东北           |
| 北洋园校区 | 计算机软件教学组团 | 计算机科学与技术学院（第五十五教学楼） | 校区北侧           |
| 北洋园校区 | 计算机软件教学组团 | 软件学院（第五十五教学楼） | 校区北侧           |
| 北洋园校区 | 水土建教学组团     | 建筑工程学院（第四十三教学楼） | 校区南侧           |
| 北洋园校区 | 水土建教学组团     | 建筑工程学院——土木实践大厅（第三十八教学楼） | 校区南侧           |
| 北洋园校区 | 水土建教学组团     | 建筑工程学院——水利工程学科港口实验大厅（第三十九教学楼）                                                                                            | 校区南侧           |
| 北洋园校区 | 水土建教学组团     | 建筑工程学院——深水结构实验室（第四十教学楼） | 校区南侧           |
| 北洋园校区 | 水土建教学组团     | 建筑工程学院——船舶与海洋工程馆（第四十一教学楼） | 校区南侧           |
| 北洋园校区 | 水土建教学组团     | 建筑工程学院——水利馆（第四十二教学楼） | 校区南侧           |
| 北洋园校区 | 水土建教学组团     | 环境科学与工程学院（第四十三教学楼） | 校区南侧           |
| 北洋园校区 | 主楼组团           | 外国语言与文学学院（第三十三教学楼） | 校区东侧、主楼南部 |
| 北洋园校区 | 主楼组团           | 教育学院（第三十三教学楼） | 校区东侧、主楼南部 |
| 北洋园校区 | 主楼组团           | 马克思主义学院（第三十三教学楼） | 校区东侧、主楼南部 |
| 北洋园校区 | 主楼组团           | 理学院（物理系）（主楼/第三十二教学楼） | 主楼中心           |
| 北洋园校区 | 主楼组团           | 数学学院（主楼/第三十二教学楼） | 主楼中心           |
| 北洋园校区 | 主楼组团           | 求实会堂（主楼/第三十二教学楼） | 主楼中心           |
| 北洋园校区 | 主楼组团           | 材料科学与工程学院（第三十一教学楼） | 主楼北部           |
| 北洋园校区 | 生活组团           | 北区——格园（1斋、2斋、3斋）、知园（4斋、5斋）、诚园（6斋、7斋、8斋）、留园（A、B）、青年教师公寓                                                    | 化工教学组团西侧   |
| 北洋园校区 | 生活组团           | 中区——正园（9斋、10斋）、修园（11斋、12斋） | 第二教学楼南北两侧 |
| 北洋园校区 | 生活组团           | 南区——齐园（13斋、14斋、15斋、16斋） | 水土建教学组团北侧 |
| 北洋园校区 | 生活组团           | 西区——治园/博士生公寓组团（17斋、18斋、19斋、19斋增一、20斋）、平园/硕士生公寓组团（21斋、22斋、23斋、24斋）                                        | 校园西侧           |
| 北洋园校区 | 食堂               | 北区——梅园餐厅（第一学生食堂）、菊园餐厅（清真食堂/第六学生食堂）、留园餐厅（留学生食堂）、青园餐厅（教师公寓食堂）                                 | 校园北侧           |
| 北洋园校区 | 食堂               | 中区——兰园餐厅（第二学生食堂）、棠园餐厅（第三学生食堂）、桃园餐厅（第五学生食堂）                                                                  | 中心岛             |
| 北洋园校区 | 食堂               | 南区——竹园餐厅（第四学生食堂） | 校园南侧           |

## 校园景观
青年湖、北洋广场、北洋纪念亭、地铁8号线海河教育园区站

## 相关条目

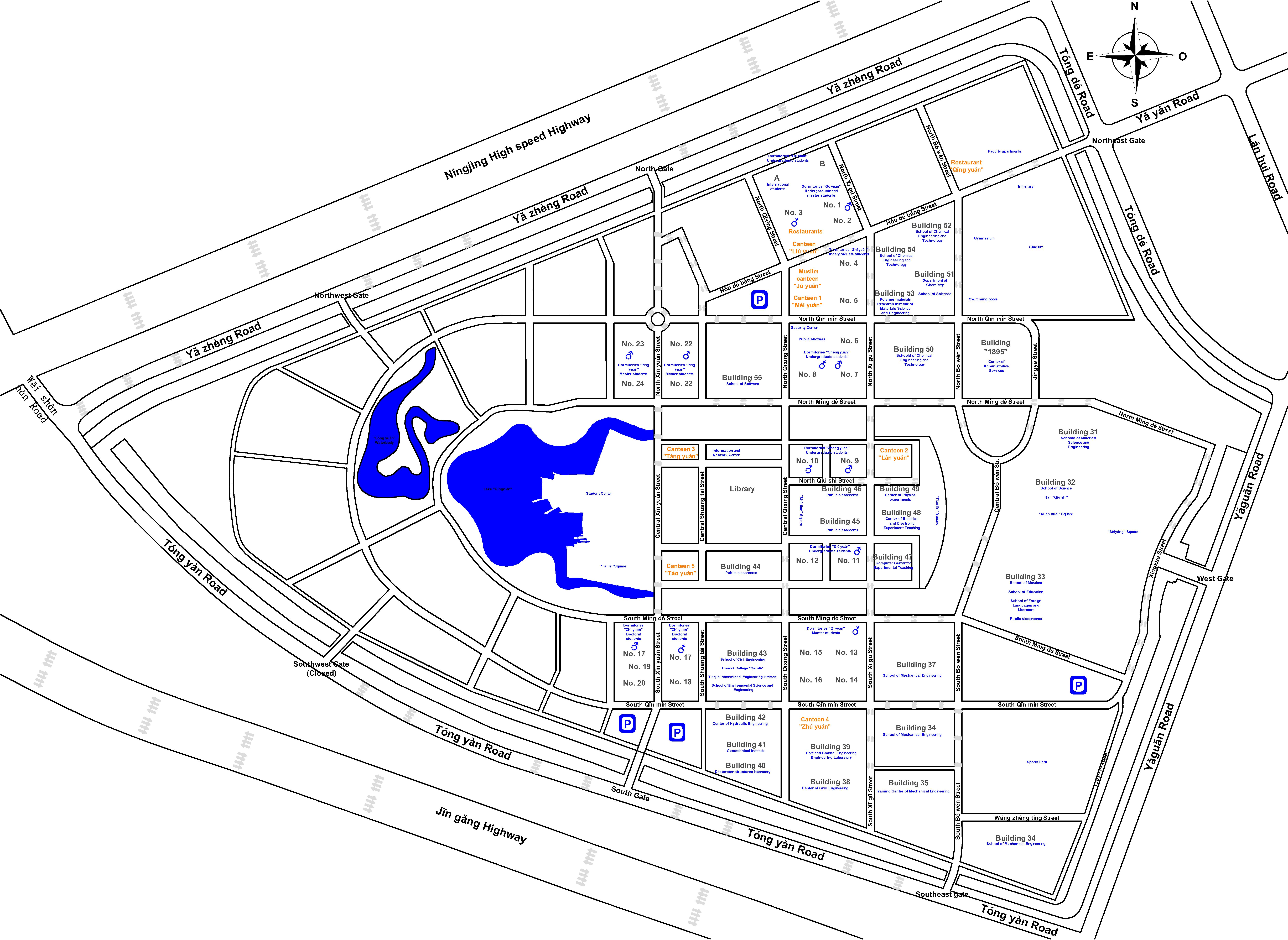
天津大学北洋园校区